# Laminou Mahamane Moussa
Laminou Mahamane Moussa est un officier nigérien.

## Biographie

### Origines et débuts
Laminou Mahamane Moussa étudie en sciences militaires supérieures au Collège interarmées de Défense à Paris et reçoit son diplôme, brevet d'étude militaire, en 2009.

### Vie politique
Il est gradé colonel lorsqu'il intègre les 22 officiers membres du Conseil suprême pour la restauration de la démocratie. La junte militaire est dirigée par Salou Djibo au Niger de 2010 à 2011, après la chute du président Mamadou Tandja et jusqu'à l'élection de Mahamadou Issoufou, comme nouveau président de la République. Laminou Mahamane Moussa travaille ensuite comme directeur général de la protection civile du Niger. Il est membre du Conseil exécutif et de l'Assemblée générale de l'Organisation internationale de protection civile pendant plusieurs années. Sous Mahamadou Issoufou, il est promu colonel-major en 2013.
En 2014, il meurt dans un accident de voiture.